# Alfabeto rumano
El alfabeto rumano es un sistema de escritura basado en el alfabeto latino. Consta de 31 letras (8 vocales y 23 consonantes), y 33 sonidos (aunque también se encuentre la "i" final para palatizar la consonante anterior).
En la actualidad es el principal sistema de escritura del idioma rumano. Varias letras utilizan el signo de la coma suscrita (virgula).

## Letras
| Mayúscula | A | Ă | Â | B | C | D | E | F | G | H | I | Î | J | K | L | M | N | O | P | R | S | Ș | T | Ț | U | V | X | Z |
| Minúscula | a | ă | â | b | c | d | e | f | g | h | i | î | j | k | l | m | n | o | p | r | s | ș | t | ț | u | v | x | z |

- A, denominada "a", se pronuncia /a/, como en el castellano "acuerdo".
- Ă, denominada "ă", se pronuncia /ə/, como en el inglés "about".
- Â, denominada "â din a" (para diferenciarla de î, ya que tienen el mismo sonido), se pronuncia /ɨ/, como en el polaco "mysz" o el ruso "ты".
- B, denominada "be", se pronuncia /b/, como en el español "beca"
- C, denominada "ce", se pronuncia:
  - /ʧ/ delante de -e y -i, como en el español "chaqueta"
  - /k/ delante de -a, -o y -u, como en el español "caro"
    - El dígrafo "ch", denominado "che",  se utiliza para que delante de -e y -i se pronuncie /k/, como en el español "que".
- D, denominada "de" , se pronuncia /d/ como en el español "dedo".
- E, denominada "e", se pronuncia:
  - /e/ como en el español "eco"
  - /e̯/ como en el samoano "’ae"
  - en algunos casos al principio de la palabra, varias formas de los pronombres personales o en algunos casos del verbo "ser": /je/, parecido al español "ayer"
- F, denominada "ef", se pronuncia /f/ como en el español "feo"
- G, denominada "ge", se pronuncia:
  - /ɡ/ delante de -a, -o y -u, como en en el español "ɡato"
  - /ʤ/ delante de -e y -i, como en el inglés "enjoy"
    - El diɡrafo "ɡh", denominado "ɡhe", se utiliza para que delante de -e y -i se pronuncie /ɡ/, como en el español "ɡuerra".
- H, denominada "haş", se pronuncia /h/, como en el inglés "hello"
- I, denominada "i", se pronuncia:
  - /i/, como en el español "hijo"
  - /j/, como en el español "hierba"
  - /ʲ/ para palatizar la consonante final, elidiendo la i final
- Î, denominada "î din i" (para diferenciarla de â, ya que tienen el mismo sonido), se pronuncia /ɨ/, como en el polaco "mysz" o el ruso "ты".
- J, denominada "je", se pronuncia /ʒ/, como en el francés "je"
- K, denominada "capa" y menos comúnmente "ka de la kilogram", se pronuncia /k/, como en el español "cazo"
- L, denominada "el", se pronuncia /l/, como en el español "leche"
- M, denominada "em", se pronuncia /m/, como en el español "mirada"
- N, denominada "en", se pronuncia /n/, como en el español "nunca"
- O, denominada "o", se pronuncia:
  - /o/, como en el español "ojo"
  - /o̯/, como en el samoano "ao"
- P, denominada "pe", se pronuncia /p/, como en el español "pipas"
- R, denominada "er", se pronuncia /r/, como en el español "rueda"
- S, denominada "es", se pronuncia /s/, como en el español "sismo"
- Ș, denominada "șe", se pronuncia /ʃ/, como en el inglés "shower"
- T, denominada "te", se pronuncia /t/, como en el español "tienda"
- Ț, denominada "țe", se pronuncia /ʦ/, como en el italiano "pizza"
- U, denominada "u", se pronuncia:
  - /u/, como en el español "jugar"
  - /w/, como en el inglés "Whisky"
- V, denominada "ve", se pronuncia /v/, como en el francés "vous"
- X, denominada "ics", se pronuncia /ks/, como en el español "saxofón"
- Z, denominada "zet", se pronuncia /z/, como en el inglés "zoom"

## Â e Î
Estas dos letras representan el mismo fonema, la vocal cerrada central no redondeada (/ɨ/). La diferencia es que Î se utiliza para el principio y el final de la palabra, y Â para el resto de los casos.
- Datos: Q1095058